# Orbiraja
Orbiraja is een geslacht uit de familie Rajidae, orde Rajiformes.

## Soortenlijst
- Orbiraja jensenae (Last & K. K. P. Lim, 2010)
- Orbiraja powelli (Alcock, 1898)